# Marc Fitze

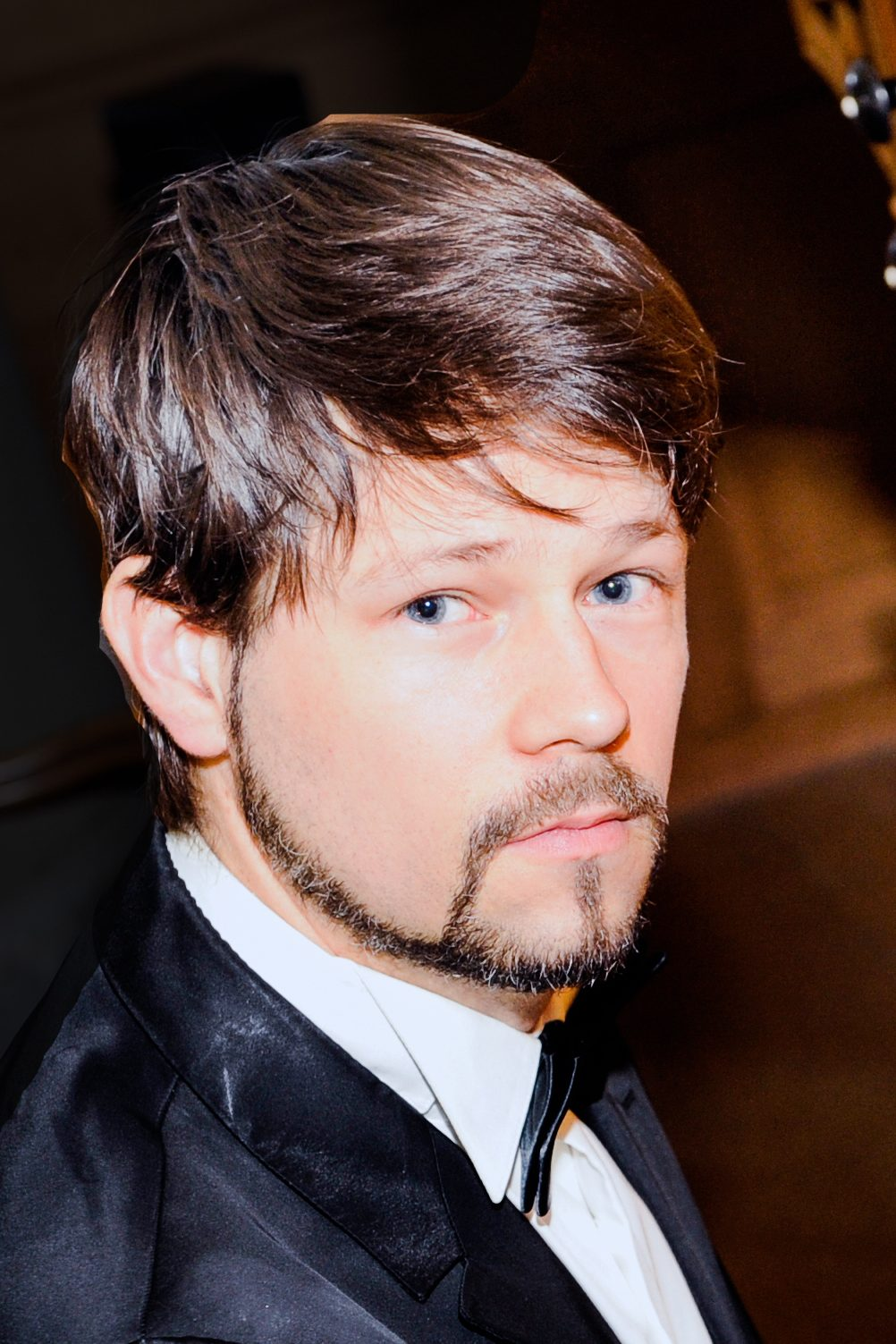
Marc Fitze (2017)

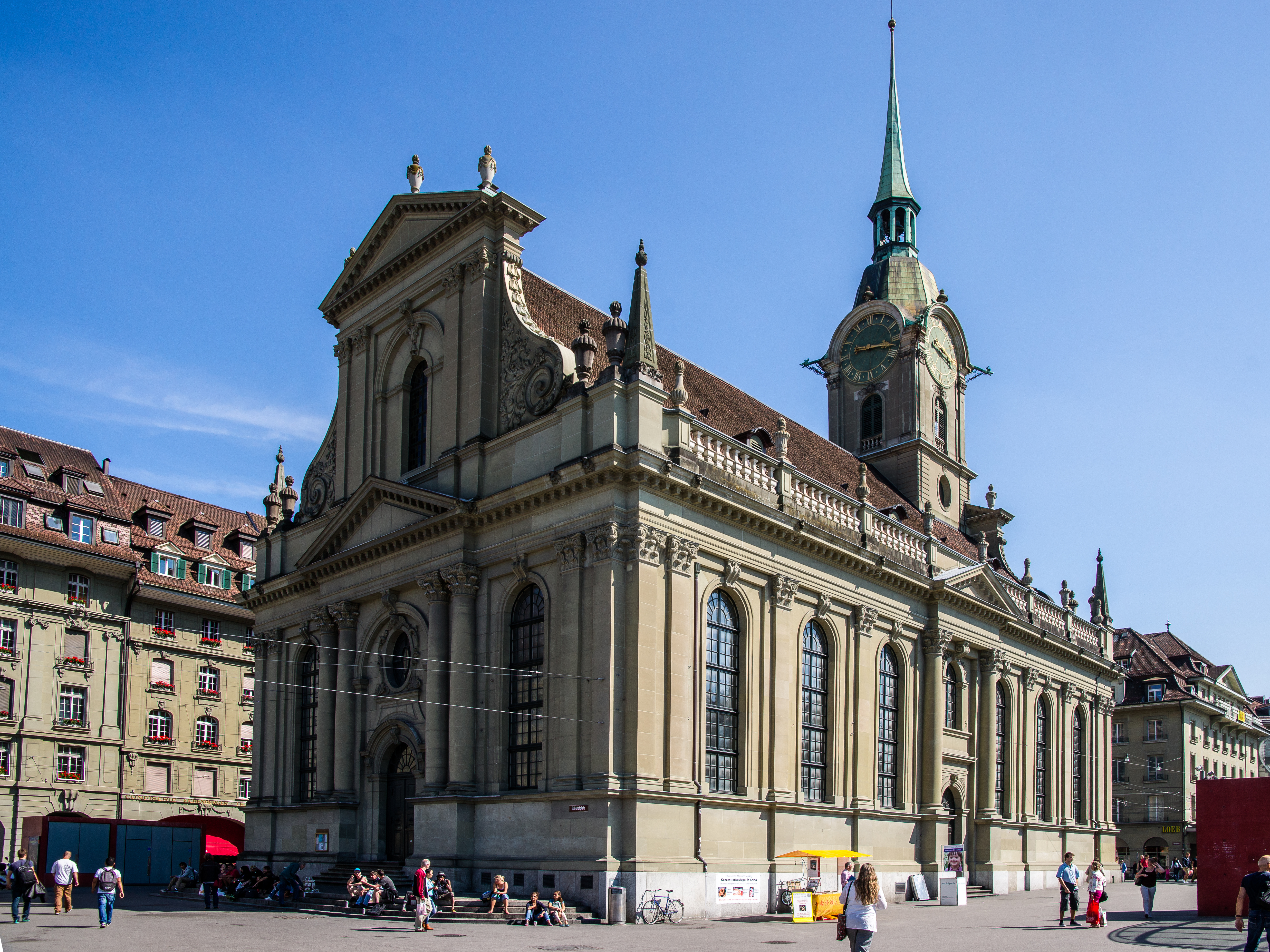
Heiliggeistkirche Bern

Marc Fitze (* 18. März 1974 in Bern) ist ein Schweizer Organist und Kunstharmonium-Spezialist. Er unterrichtet Orgel am Konservatorium Bern und ist Organist an der Heiliggeistkirche Bern, wo er die Kirchenmusik und die Konzertreihe «BarockZentrum Heiliggeistkirche Bern»  betreut.

## Leben
Marc Fitze studierte an der Musikakademie Basel in der Orgelklasse von Guy Bovet und am New England Conservatory of Music in Boston/USA bei Yuko Hayashi. Seine Studien schloss er in Basel mit dem Lehrdiplom und dem Solistendiplom ab und wurde 2002 mit dem Hans-Balmer-Preis für das beste Orgeldiplom des Jahres ausgezeichnet. Weiterführende Studien machte er bei Marie-Claire Alain, Jean Boyer, William Porter, Luigi Ferdinando Tagliavini, Peter Planyavsky und Joris Verdin.
Er hat Radio- und CD-Aufnahmen in der Schweiz und in den USA gemacht. Er ist Mitglied der Association des Amis de l’Art de Marcel Dupré und als Nachfolger von Marie-Claire Alain Vize-Präsident der Jehan-Alain-Gesellschaft mit Sitz in Romainmôtier. Seine Konzerttätigkeit umfasst Auftritte in der Schweiz, in Deutschland, Italien, Frankreich, England, Spanien, der Ukraine, Mexico, Israel, den Niederlanden, den USA und Japan. Er war am Lucerne Festival, in der Minato Mirail Hall in Yokohama, der Église Ste-Clotilde in Paris, der Victoria Hall in Genf, beim «Internationalen Orgelfestival Rapallo» und in der St.-Bavo-Kirche in Haarlem zu Gast.
Er hat sich ausserdem auf das Kunstharmonium und seine historische Aufführungspraxis spezialisiert und besitzt eine Privatsammlung historischer Mustel-Harmoniuminstrumente. Seit 2009 konzertiert er als solistischer Harmoniumspieler und als Zuzüger in grösseren Ensembles (Wiener Symphoniker, Musikkollegium Winterthur, Berner Symphonieorchester und Zürcher Kammerorchester).